# Vesmírná stanice

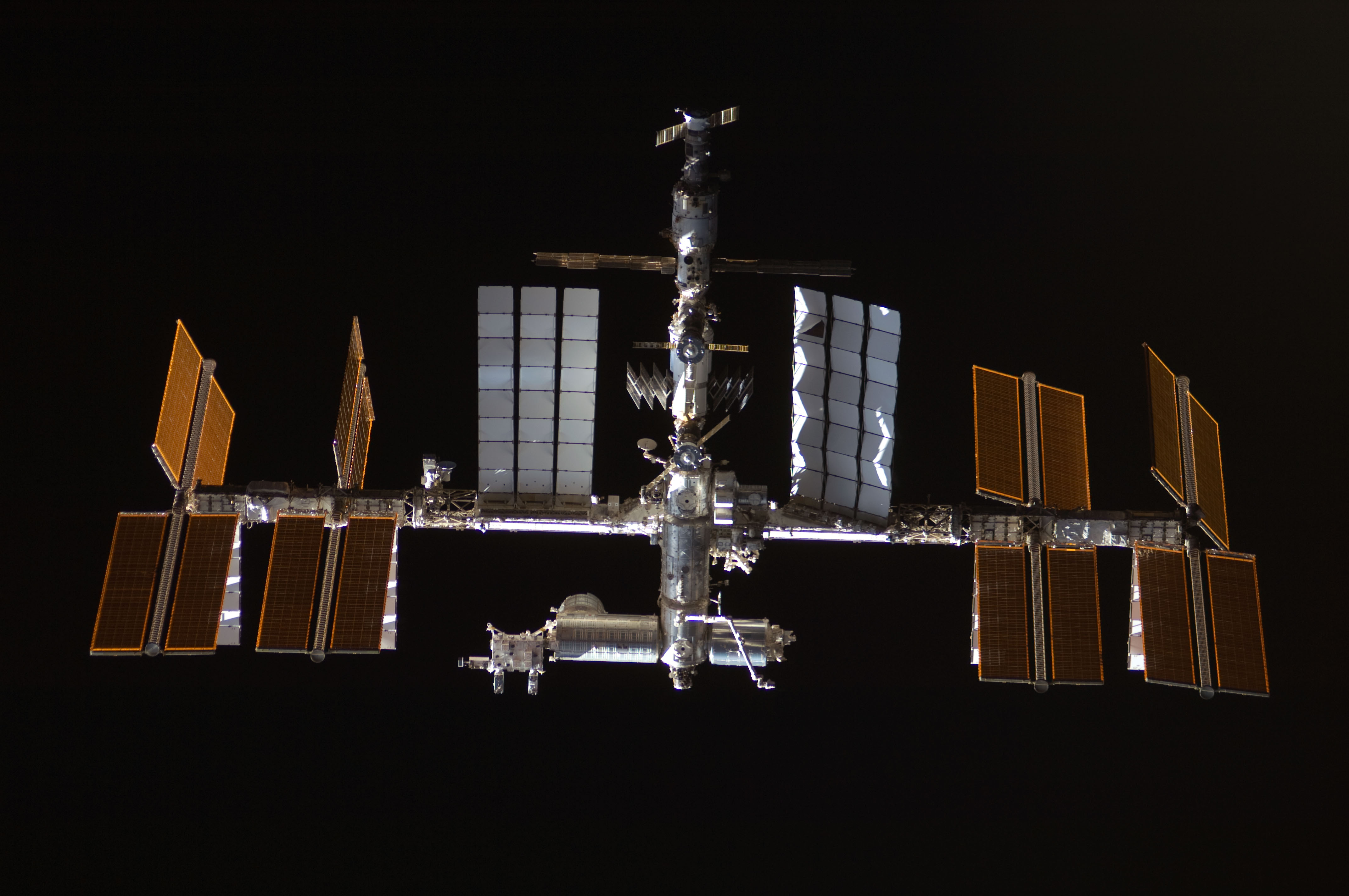
Mezinárodní vesmírná stanice ISS v srpnu 2009

Vesmírná stanice nebo také kosmická stanice je zařízení určené pro pobyt lidí ve vesmíru. Na rozdíl od kosmické lodi nejsou kosmické stanice uzpůsobeny pro přistání na Zemi. Pro dopravu lidí a materiálu na stanici a z ní je tedy zapotřebí jiného dopravního prostředku. Vesmírná stanice je zařízena pro střednědobé pobyty, od několika týdnů, měsíců až po roky.
Obvykle slouží jako laboratoř, pozorovatelna Země s lidskou posádkou nebo může být také použita jako základna pro další lety do Sluneční soustavy. V poslední době byla také cílem několika kosmických turistů.

## První plány
Autorem prvního návrhu na orbitální stanici byl v roce 1895 Konstantin Eduardovič Ciolkovskij. Tvarem připomínal činku. Počítal v ní s vytvořením umělé gravitace, v jedné části měla být strojovna, v druhé obytné místnosti a v propojovací části měl být skleník s rostlinami.
Další projekty publikovali vědci v SSSR v roce 1950 (Šternfeld), o něco později v USA usazený Wernher von Braun, v roce 1960 další projekt předložily americké firmy Martin a Douglas Aircraft..

## Vesmírné stanice

### Nerealizované projekty
Řada projektů byla detailně připravena k realizaci, k níž však nedošlo a byly předčasně zrušeny.
- Space Base
- Program MOL – nerealizovaný projekt vojenské observatoře USA na orbitě Země
- Zvezda – sovětský projekt stanice OS-1 z roku 1965
- Freedom – nerealizovaná stanice Spojených států amerických, projekt se stal základem pro výstavbu ISS
- Mir 2 – nerealizovaný následovník stanice Mir, zrušený po připojení Ruska k projektu ISS

### Realizované projekty
- Saljut – řada sovětských stanic, odvozená od stanic Almaz
- Skylab – americká vesmírná stanice
- Almaz – sovětské vojenské stanice
- Mir – nejznámější sovětská/ruská vesmírná stanice
- ISS – aktivní mezinárodní vesmírná stanice
- Tchien-kung – aktivní čínská vesmírná stanice

| Vesmírná stanice                   | Vypuštěna                       | Vstup do atmosféry              | Dnů v použití   | Dnů v použití | Celkem posádky a návštěvníků | Přílety    | Přílety      | Hmotnost (kg) |
| Vesmírná stanice                   | Vypuštěna                       | Vstup do atmosféry              | Na oběžné dráze | Obydlená      | Celkem posádky a návštěvníků | Pilotované | Nepilotované | Hmotnost (kg) |
| ---------------------------------- | ------------------------------- | ------------------------------- | --------------- | ------------- | ---------------------------- | ---------- | ------------ | ------------- |
| Saljut 1                           | 19. duben, 1971 01:40:00 UTC    | 11. říjen, 1971                 | 175             | 24            | 3                            | 2          | 0            | 18 425        |
| Saljut 2 (Almaz 1)                 | 4. dubna 1973 9:00:00 UTC       | 23. května 1973                 | 55              | 0             | 0                            | 0          | 0            | 18 500        |
| Skylab                             | 14. květen, 1973 17:30:00 UTC   | 11. červenec, 1979 16:37:00 UTC | 2 249           | 171           | 9                            | 3          | 0            | 77 088        |
| Saljut 3 (Almaz 2)                 | 25. červen, 1974 22:38:00 UTC   | 24. leden, 1975                 | 213             | 15            | 2                            | 1          | 0            | 18 500        |
| Saljut 4                           | 26. prosinec, 1974 04:15:00 UTC | 3. únor, 1977                   | 770             | 92            | 4                            | 2          | 1            | 18 500        |
| Saljut 5 (Almaz 3)                 | 22. červen, 1976 18:04:00 UTC   | 8. srpen, 1977                  | 412             | 67            | 4                            | 2          | 0            | 19 000        |
| Saljut 6                           | 29. září, 1977 06:50:00 UTC     | 29. červenec, 1982              | 1 764           | 683           | 33                           | 16         | 14           | 19 000        |
| Saljut 7                           | 19. duben, 1982 19:45:00 UTC    | 7. únor, 1991                   | 3 216           | 816           | 26                           | 12         | 15           | 19 000        |
| Mir                                | 19. únor, 1986 21:28:23 UTC     | 23. březen, 2001 05:50:00 UTC   | 5 511           | 4 594         | 137                          | 39         | 68           | 124 340       |
| ISS                                | 20. listopad, 1998 21:28:23 UTC | —                               | 9598            | 8887          | *266 (mnozí opakovaně)       | *111       | *152         | *419 455      |
| Tchien-kung 1                      | 29. září, 2011 13:16:03 UTC     | 2. dubna, 2018                  | 2377            | 21            | 6                            | 2          | 1            | 8 500         |
| Tchien-kung 2                      | 15. září, 2016 14:04:06 UTC     | 19. července, 2019              | 1129            | 27            | 2                            | 1          | 1            | 9 500         |
| Vesmírná stanice Tchien-kung (TSS) | 29. dubna, 2021 03:32:15 UTC    | —                               | 1280            | 1149          | 24                           | 8          | 6            | ~ 70 000      |

- *ISS statistika ke dni 3. března 2023.